# Şenol Güneş
Şenol Güneş, född 1 juni 1950 i Trabzon, är en turkisk före detta fotbollsmålvakt, som numera jobbar som manager. Han är sedan 2022 tränare i Beşiktaş.
Han var coach för Turkiet när de tog brons vid fotbolls-VM 2002 i Japan/Sydkorea.